# Piet Punt
Piet Punt (6 de fevereiro de 1909 - 5 de julho de 1973) foi um futebolista neerlandês, que atuava como defensor.

## Carreira
Piet Punt fez parte do elenco da Seleção Neerlandesa de Futebol que disputou a Copa do Mundo de 1938.

## Ligações Externas
- Perfil em FIFA.com (em inglês)